# Роберт Рейналф Маретт
Роберт Рейналф Маретт (англ. Robert Ranulph Marett; нар.13 червня 1866 — пом.18 лютого 1943, Оксфорд) — англійський соціальний антрополог і релігієзнавець.

## Біографія
Народився в 1866 р. на острові Джерсі. Після закінчення середньої школи при коледжі Вікторія в 1885 р. вступив до Оксфордського університету, де вивчав філософію і класичні мови. В 1888 р. отримав ступінь бакалавра Р. Маретт продовжив навчання в Берліні та в Римі. У 1891 р. він повертається до Англії і починає викладати філософію в Оксфорді. В цей же період Р. Маретт починає проявляти підвищений інтерес до археології та антропології та врешті починає займатися цими науками. Бере участь в розкопках на острові Джерсі і займається розробкою теоретичних проблем антропології та релігієзнавства.
Роберт Маретт заснував Антропологічне товариство при Оксфордському університеті та кафедру антропології, яку він очолював з 1910 р. Помер в Оксфорді в 1943 р.

## Наукова діяльність
Роберт Маретт є автором гіпотези про існування первісної стадії релігійного розвитку людини, на якій ще не склалися анімістичні уявлення. На думку Маретта, люди на цій стадії розвитку, вірять в безособову надприродну силу, швидше відчуваючи, ніж усвідомлюючи її. Цих висновків Маретт дійшов, досліджуючи свідчення місіонерів і етнографів, які вивчали первісні племена Океанії. Ці доанімістичні вірування в існування розлитої у світі безособової сили, що впливає на життя людей, він назвав «Аніматизм». Аналогічну теорію, побудовану на тому ж матеріалі, запропонував і французький релігієзнавець Арнольд ван Геннеп, назвавши її «динамізмом» (від грец. δύναμις — сила). Концепцію Маретта іноді також називають динамізмом.
Акцентуючи увагу на емоційній стороні релігійного досвіду первісних людей, Маретт намагався відійти від надміру раціоналістичного трактування релігійних вірувань, яка була притаманна концепціям Едварда Тайлора і Джеймса Фрейзера. Крім того, Роберт Маретт відомий тим, що дав нове визначення релігії, використовуючи для цього поняття «табу» і «мана».

### Основні релігієзнавчі роботи
- «Початок релігії» (англ. The Threshold of Religion, 1909),
- «Антропологія» (англ. Anthropology, 1912),
- «Психологія і фольклор» (англ. Psychology and Folklore, 1920),
- «Віра, надія і милосердя в первісній релігії» (англ. Faith, Hope and Charity in Primitive Religion, 1932),
- «Таїнства простого народу» (англ. Sacraments of Simple Folk, 1933),
- «Тайлор» (англ. Tylor, 1936),
- «Людина з Джерсі в Оксфорді» (англ. A Jerseyman at Oxford, автобіографія (1941)).